# Ascionana rhipis
Ascionana rhipis là một loài chân đều trong họ Paramunnidae. Loài này được Shimomura & Mawatari miêu tả khoa học năm 1999.